# Justicia gesnerifolia
Justicia gesnerifolia är en akantusväxtart som beskrevs av Alfred Barton Rendle. Justicia gesnerifolia ingår i släktet Justicia och familjen akantusväxter. Inga underarter finns listade i Catalogue of Life.